# Jānis Joņevs
Jānis Joņevs (* 21. března 1980 Jelgava) je lotyšský spisovatel. Joņevsův román „Jelgava 94“, vydaný nakladatelstvím „Mansards“ v roce 2013, si získal velkou pozornost čtenářů a kritiků, za což také obdržel Cenu EU za literaturu.  

## Životopis
Jānis Joņevs se narodil a vyrůstal v Jelgavě. Studoval na Lotyšské kulturní akademii, kde získal bakalářský a magisterský titul. Pracoval pro reklamní agentury jako autor textů.
V roce 2013 vyšel jeho debutový román Jelgava 94, který si získal široký ohlas čtenářů i kritiků, vyhrál několik cen, včetně Ceny EU za literaturu, a stal se také předlohou pro stejnojmenný celovečerní film.
V březnu 2020 vyšla jeho sbírka povídek pod názvem „Tīģeris“, za kterou získal cenu pro nejlepší prozaické dílo roku.